# Jezioro Woszczelskie (Natura 2000)
Jezioro Woszczelskie (PLH280034) – obszar mający znaczenie dla Wspólnoty (planowany specjalny obszar ochrony siedlisk) sieci Natura 2000 obejmujący Jezioro Woszczelskie i jego bezpośrednią okolicę (313,67 ha).

## Położenie
OZW Jezioro Woszczelskie obejmuje leżące w centralnej części Pojezierza Ełckiego Jezioro Woszczelskie, które stanowi niemal połowę powierzchni obszaru, wraz z jego najbliższą zlewnią pokrytą głównie przez torfowiska, łąki i olszyny. Ma nieco wydłużony kształt, zajmując fragment rynny polodowcowej pomiędzy jeziorami Sawinda Wielka i Sunowo wzdłuż Jeziora Woszczelskiego i cieków łączących go z innymi zbiornikami rynny.
Obszar niemal w całości znajduje się na terenie gminy Ełk, zajmując fragmenty miejscowości Woszczele, Bienie i Małkinie. Niewielki północno-zachodni fragment obszaru leży w gminie Stare Juchy.

## Przyroda
Główną część obszaru stanowi Jezioro Woszczelskie – mezotroficzne, typu ramienicowego. Oprócz łąk ramienicowych występują w nim zróżnicowane zbiorowiska hydrofitów i helofitów. Szuwary na południowym brzegu jeziora przechodzą w torfowisko przejściowe, a cieki i jezioro otoczone są lasami olchowymi, przeważnie o charakterze lasu łęgowego (łęg jesionowo-olszowy), miejscami zabagnionymi (ols porzeczkowy). Poza tym na obszarze ostoi znajdują się drobne zbiorniki eutroficzne w wyrobiskach pożwirowych i różnego typu łąki – od zmiennowilgotnych trzęślicowych, po świeże typu rajgrasowego. Pewien udział mają również grunty orne, wiejska zabudowa i żwirownia.

### Siedliska przyrodnicze

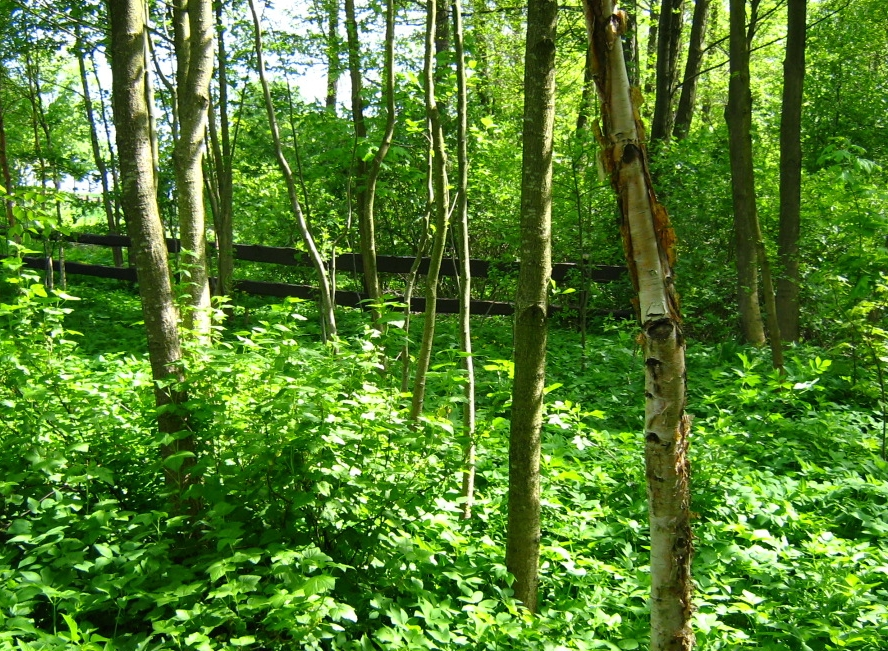
Las w Woszczelach na brzegu jeziora

OZW Jezioro Woszczelskie powołano dla ochrony następujących siedlisk przyrodniczych:
- 3140 twardowodne oligo- i mezotroficzne zbiorniki wodne z podwodnymi łąkami ramienic Charetea (jezioro ramienicowe) – 43,14% powierzchni
- 3150 starorzecza i naturalne eutroficzne zbiorniki wodne – 3,63% powierzchni
- 6410 zmiennowilgotne łąki trzęślicowe (Molinion) – 0,06% powierzchni
- 6510 świeże łąki użytkowane ekstensywnie (Arrhenatherion elatioris) – 2,28% powierzchni
- 7140 torfowiska przejściowe i trzęsawiska – 0,45% powierzchni
- 91E0 łęgi wierzbowe, topolowe, olszowe i jesionowe – 2,20% powierzchni.

### Gatunki chronione na mocy dyrektywy siedliskowej lub ptasiej
- ssaki
  - bóbr europejski
  - wydra europejska
- ptaki
  - bąk zwyczajny
  - bielik
  - błotniak stawowy
  - bocian biały
  - kania czarna
  - orlik krzykliwy
  - żuraw
- płazy
  - kumak nizinny
  - traszka grzebieniasta
- owady
  - czerwończyk nieparek
  - pachnica dębowa
  - zalotka większa

### Inne cenne gatunki

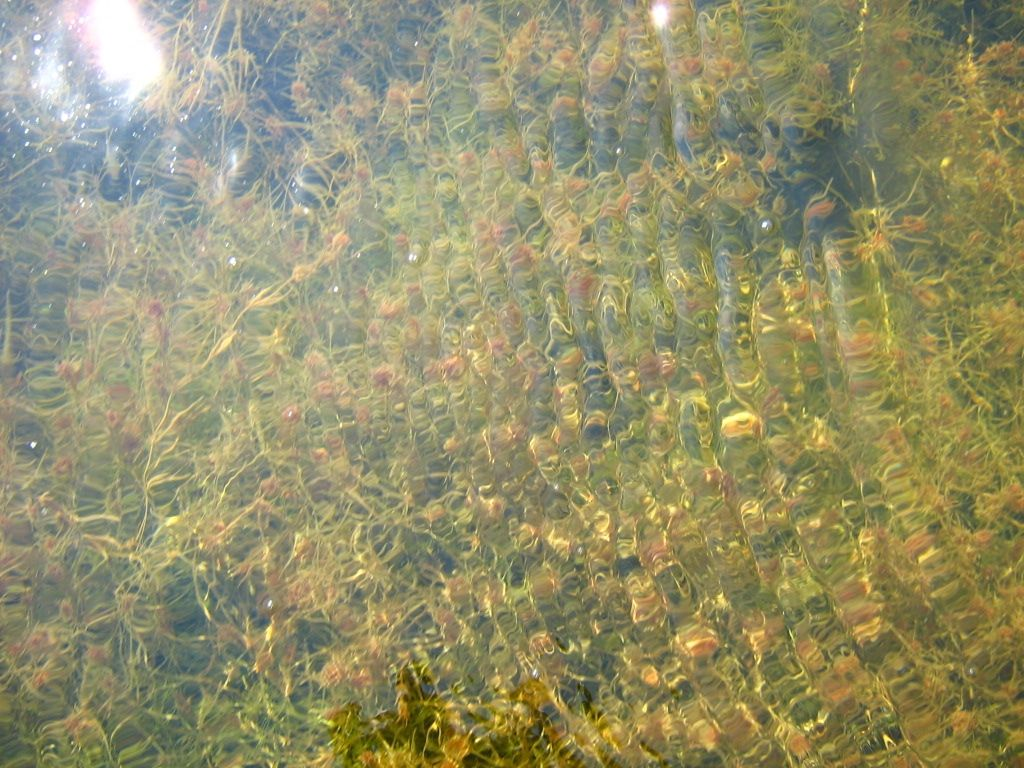
Łąka ramienicowa w Jeziorze Woszczelskim

- ramienicowce
  - krynicznica tępa
  - ramienica omszona
  - ramienica przeciwstawna
- skrzypy
  - skrzyp pstry
- rośliny nasienne
  - bobrek trójlistkowy
  - grążel żółty
  - gruszyczka okrągłolistna
  - jezierza morska
  - kruszczyk błotny
  - kruszyna pospolita
  - kukułka krwista typowa
  - pływacz zwyczajny
  - rdestnica wydłużona
  - wywłócznik okółkowy
- ptaki
  - cyraneczka
  - cyranka
  - czapla siwa
  - czernica
  - gągoł
  - kormoran zwyczajny
  - krzyżówka
  - łabędź niemy
  - łyska
  - mewa śmieszka
  - nurogęś
  - perkoz dwuczuby
  - wodnik zwyczajny

### Inne formy obszarowej ochrony przyrody
Obszar leży na terenie Obszaru Chronionego Krajobrazu Pojezierza Ełckiego. Jezioro, podobnie jak inne okoliczne zbiorniki, objęte jest strefą ciszy. Obszar jest położony z dala od pozostałych elementów sieci Natura 2000, najbliższe mu obszary to OZW Murawy na Pojezierzu Ełckim i SOOP Ostoja Poligon Orzysz.

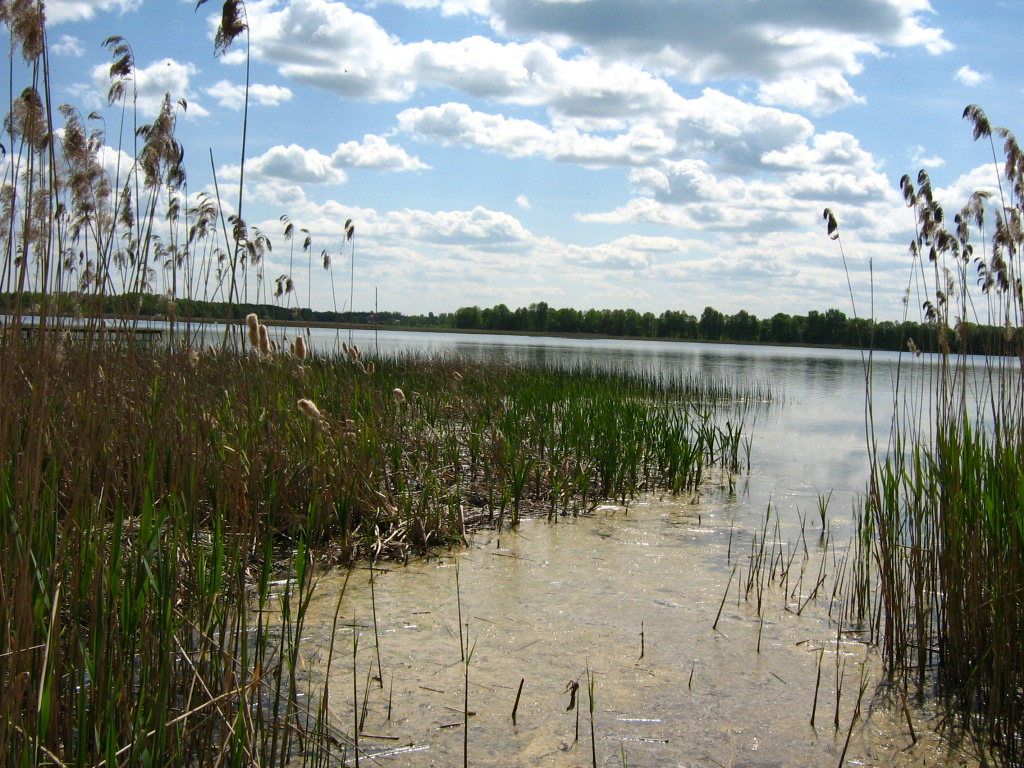
Miejsce spuszczania łodzi we wsi Woszczele

## Zagrożenia
Jezioro jest użytkowane rybacko (dzierżawa gospodarstwa rybnego), co jednak nie wpływa niekorzystnie na siedlisko. Zagrożeniem są wahania poziomu wód, które powodują wypłycanie łąk ramienicowych. Również presja turystyczna związana z budową infrastruktury wypoczynkowej skutkuje niszczeniem roślinności przybrzeżnej. Wydobycie żwiru w okolicy potencjalnie może zagrozić zmianą stosunków wodnych.